# Marie Ange de Saint Joseph
Pour les articles homonymes, voir Marie de Saint-Joseph (homonymie).
Martienne Valtierra-Tordesillas, en religion Marie Ange de Saint Joseph (1905 - 1936) est une des trois carmélites martyres de Guadalajara lors de la Guerre d'Espagne.
Elle est béatifiée le 29 mars 1987 par le pape Jean-Paul II. Elle est fêtée le 24 juillet.

## Biographie

### Enfance
Marcienne (ou Marciana) Valtierra Tordesillas naît à Getate (ou Getaje) près de Madrid le 6 mars 1905. Elle est la fille de Manuel Valtierra et Lorenza Tordesillas. Elle est la dernière d’une famille de dix enfants.
Trois des sœurs de son père étaient religieuses contemplatives. Sur les dix enfants de la famille, quatre entreront dans les ordres religieux.
Son frère Piaristes Celestino sera lui aussi tué durant la guerre d'Espagne et considéré comme martyr.
Sa mère meurt quand elle a trois ans. Elle est principalement élevée par sa grande sœur aînée, Marcellina, qui plus tard entrera comme religieuse chez les Conceptionnistes de Alcalá de Henares.
Marcianne fait ses études chez les Sœurs de la Sainte Famille de Nazareth. Elle fait sa confirmation le 3 juin 1910, et sa Première communion le 1er mai 1913.

### Entrée au Carmel
Très tôt, elle souhaite entrer au Carmel, surtout après la lecture du livre "Histoire d’une âme" de sainte Thérèse de l’Enfant-Jésus. Mais, son père étant veuf, elle retarde son entrée au Carmel jusqu'à l'âge de 24 ans pour s'occuper de lui.
Elle entre au Carmel de Saint-Joseph à Guadalajara le 14 juillet 1929 sous le nom de Sœur Marie Ange de Saint Joseph. Elle fait sa prise d'habit le 19 janvier 1930, puis sa première promesse le 21 janvier 1931. Elle prononce ses vœux définitifs le 21 janvier 1934.
Elle a un caractère à la fois doux et fort. Animée du désir de sauver les âmes, elle prie à toutes les grandes intentions de l’Église.
Elle souhaite également participer à la Passion du Christ en offrant sa vie pour le salut du monde.

### Le martyre
Lorsqu'en 1936 la guerre civile éclate, de nombreuses persécutions de religieux ont lieu.
Le 22 juillet 1936, lorsque les milices républicaines s'emparent de la ville, les religieuses du couvent craignent que leur couvent ne soit incendié. Dans l'après-midi, le prêtre donne la communion aux 18 religieuses, puis toutes partent en ville chercher un refuge dans des maisons proches ou chez des connaissances.
Le 24, alors que trois religieuses marchent dans les rues de la ville à la recherche d’un gîte plus sûr, une milicienne les reconnait. Celle-ci qui incite ses compagnons à tirer sur le groupe des religieuses. Sœur Marie Ange est tuée sur le coup. Ses deux camarades mourront dans les heures qui suivent.

### La sépulture
Les corps des trois religieuses sont jetés dans une fosse commune. La fosse est rouverte le 15 juillet 1941. Leurs corps sont identifiés grâce à leur scapulaire et crucifix présent sur leur poitrine. Les dépouilles mortelles des trois religieuses sont emmenées et enterrées dans leur monastère deux jours plus tard. Assez vite, des miracles ont été rapportés et attribués à ces trois religieuses.

## Béatification
Le 29 mars 1987, le pape Jean-Paul II, béatifie à Rome les 3 carmélites de Guadalajara, dont Marie Ange de Saint Joseph.
Le 11 mars 2001, lors de la béatification à Rome, 233 martyrs espagnols de la Guerre civile
le pape Jean-Paul II, déclarera à leur sujet « Tous, avant de mourir, comme il ressort des procès canoniques pour leur déclaration comme martyrs, pardonnèrent de tout cœur leurs bourreaux. ».
La fête de Marie Ange et de ses sœurs carmélites martyres de Guadalajara est célébrée le 24 juillet,. Dans l'Ordre du Carmel, cette fête est célébrée avec rang de mémoire facultative.